# Cyrène
Pour les articles homonymes, voir Cyrène (homonymie).
Pour l’article ayant un titre homophone, voir Sirène.
| Cyrène\| Localisation de la Libye en Afrique \| |
| Localisation de la Libye en Afrique             |

| Localisation de la Libye en Afrique |

| Cyrène\| Localisation de la Libye en Afrique \| |
| Localisation de la Libye en Afrique             |

| Localisation de la Libye en Afrique |

Cyrène (en grec ancien : Κυρήνη / Kurḗnē; en arabe : شحات (shahat)) était une ville de Cyrénaïque, en Libye actuelle, la plus ancienne et la plus importante des cinq colonies grecques de la région, où étaient déjà établis les Libyens anciens. Cyrène est une ancienne ville grecque et romaine par la suite. Le nom de Cyrénaïque est donné à cette région de la côte méditerranéenne de l'Afrique au sein de laquelle Cyrène était la capitale. Cyrène a souvent dominé cette région entre le VIIe siècle av. J.-C. et le Ve siècle apr. J.-C. La région a conservé son nom de Cyrénaïque jusqu’à nos jours, restant le nom de l’une des trois régions de la Libye.
La naissance de la ville est attribuée à Battus le Lacédémonien, premier roi grec d’Afrique et fondateur de la dynastie battiade. Les historiens remettent néanmoins en question ce récit de fondation de la ville.
Cyrène est de nos jours un site archéologique qui comprend trois secteurs principaux : la ville et ses faubourgs avec le Sanctuaire d'Apollon, les nécropoles autour de la ville et la campagne (ou chôra), qui présente de nombreux vestiges d'exploitations agricoles, de villages, de sanctuaires et de monuments funéraires.
L'ancienne ville grecque est située à proximité immédiate de la moderne Shahhat de Libye. Ancien évêché, à partir du IVe siècle, Cyrène se trouve dans la vallée luxuriante des hautes terres de Djebel Akhdar (Montagne Verte) sur un plateau de 600 mètres d'altitude à moins de 10 kilomètres de la Méditerranée.
Progressivement désertée dès l’époque byzantine, la ville est abandonnée définitivement au début du Moyen Âge. La ville nouvelle de Shahhat a été bâtie ex nihilo à partir des années 1970 au sud immédiat du site archéologique.

## Histoire

### De la dynastie battiade à Alexandre le Grand
Héraclide du Pont, philosophe grec du IVe siècle av. J.-C indique que la chute de la dynastie des battiades, vers 440 avant notre ère, a permis l’avènement de la démocratie. Il faut vraisemblablement plus parler de République que de démocratie selon de nombreux historiens.
On sait que durant la guerre du Péloponnèse, en 413 avant J.-C, Cyrène a apporté son soutien à la cité grecque de Sparte, en lui fournissant des navires de guerre pour lutter contre Athènes.
Au printemps 331, Alexandre le Grand se dirige vers l’oasis d’Ammon, situé à l’ouest de l’Egypte, à proximité de la frontière libyenne. C’est au sein de cette oasis, au temple d’Amon que l’oracle est venu confirmer la nature divine d’Alexandre, le déclarant comme fils du dieu Amon. Alors qu’Alexandre se dirige vers cette oasis, une ambassade de Cyrénéens vient à sa rencontre. L’événement est rapporté par Diodore de Sicile : « (Alexandre le Grand) était déjà à moitié chemin lorsqu’il rencontra des députés cyréens qui lui apportaient une couronne et de riches présents, parmi lesquels étaient trois cents chevaux de guerre et cinq quadriges très beaux. Le Roi accepta ces ambassadeurs et conclut avec les Cyrénéens un traité d’alliance ». On connaît bien la date de cette entrevue, en revanche le lieu reste obscur. Le but de l’entrevue étant de conclure une alliance.
Cyrène ne fait pas partie de l’empire d’Alexandre le Grand, mais avec ces présents, souhaite montrer ses bonnes dispositions à l’égard de ce dernier. Cyrène étant libre et autonome depuis la seconde guerre médique, lui ayant permis de se libérer de l’empire perse. Il est important de noter l’importance de Cyrène qui a agi seule dans l’envoi de son ambassade, traduisant sa position parmi les autres cités grecques de Libye. Cette ambassade permet à la cité de Cyrène de bénéficier d’une reconnaissance internationale.

### La guerre de Thibron
Cet épisode de la cité de Cyrène nous est connu grâce à trois sources littéraires : Diodore de Sicile, Arrien et Justin.
Thibron est un mercenaire spartiate recruté par Harpale, le trésorier d’Alexandre le Grand qui est en fuite vers 325 avant J.-C. Thibron assassine ce dernier lors de sa fuite et s’empare alors d’une partie du trésor qui avait été détourné par Harpale. La question du rappel des exilés dans les cités grecques pose un problème. Thibron est alors appelé par les exilés de Cyrène pour les rétablir dans leurs cités. Thibron quitte donc la Crète pour Cyrène avec environ 6000 hommes. Il souhaite se créer un nouveau royaume dans la région de la Cyrénaïque. Il bat les Cyrénéens, mais est très rapidement trahi par son officier Mnasiclès et perd sa flotte et le port de Cyrène.
Par la suite, Thibron recrute de nouveaux mercenaires dans le Péloponnèse, il fait alors le siège de la ville. Les Cyrénéens se tournent vers le nouveau satrape d’Egypte, Ptolémée. Ils se ravisent finalement et trouvent un accord avec Thibrôn. Ce revirement intervient seulement trop tard puisque Ophellas intervient au nom de Ptolémée Ier pour réprimer cette révolte des exilés. Thibron est vaincu et capturé en 322 avant J.-C. Cette défaite voit l'annexion de Cyrène par l'Égypte de Ptolémée.

### Période lagide
La cité de Cyrène ne figurait dans aucun des partages de l’Empire que ce soit en 323, 321 ou 311. Edouard Will montre que à partir de 322/1, l’intervention de Ptolémée dans le plateau libyen présente un aspect purement personnel. En effet, à peine nommé satrape d’Egypte, Ptolémée décide d’intervenir en Cyrénaïque, région qui est aux proies aux rivalités entre les différentes cités grecques de son territoire. La cité de Cyrène prend part aux conflits avec les autres cités, mais elle se retrouve dans un climat de guerre civile. Guerre civile qui permet aux démocrates de prendre le pouvoir au détriment des aristocrates, dont un certain nombre trouve refuge auprès de Ptolémée. Ce dernier, décide d’intervenir personnellement dès 321 à Cyrène et installe Ophellas, un gouverneur qui lui est fidèle. Ce dernier ne réussit cependant pas à éviter une nouvelle révolte au sein de la cité, qui est matée grâce à une seconde expédition militaire. Ophellas est assassiné par Agathoclès de Syracuse, son allié contre Carthage, en 308 avant J.-C. Il est remplacé au gouvernement de Cyrène par le beau-fils de Ptolémée, Magas vers 300 pour rétablir l’autorité des lagides.
Ptolémée décide de concéder une Constitution aux Cyrénéens du nom de « Diagramma de Cyrène ». Ptolémée avait profité des troubles au sein de la cité pour intervenir en faveur des aristocrates, des membres de l’oligarchie, mais en 321, encore que satrape et pas encore roi d’Egypte, il ne pouvait pas imposer une domination trop autoritaire sur la cité. Il se présente donc en tant que médiateur, en s’accordant grâce à cette nouvelle constitution d’importants droits pour intervenir, tout en laissant le pouvoir à l’aristocratie. Ptolémée se voit ainsi nommé stratège viager, il est alors le véritable chef de l’armée et de la diplomatie de la cité de Cyrène. En effet, ses collègues sont élus que pour un an et n’ont pas la possibilité d’être réélu, tandis que lui l’est à vie.
De plus, une garnison égyptienne est positionnée en permanence dans la cité. Et la constitution donne d’autres droits à Ptolémée comme le fait de nommer les premiers membres des Anciens.
Seulement, en 276 avant J.-C, Magas qui gouvernait au nom de Ptolémée se couronne roi et déclare alors l’indépendance de la cité. Il épouse la fille de l’empereur séleucide, Antiochos Ier et forme une alliance avec ce dernier pour envahir le royaume ptolémaïque, l’Égypte. Une invasion qui reste un échec et en 250 av. J.-C à la mort de Magas, c’est toute la région de la Cyrénaïque qui devient partie intégrante de l’empire lagide dont le centre est Alexandrie.

### Période romaine
Ptolémée Apion, est un prince de la dynastie lagide. Il hérite du royaume de Cyrénaïque en -116 à la mort de son père, Ptolémée VIII Evergète II. Il règne sur ce royaume pendant une vingtaine d’années. À sa mort, il décide dans son testament de léguer le royaume aux Romains. Dans un premier temps, le Sénat romain refuse ce leg. Ce n’est qu’en 74 avant J.-C que Cyrène fut créée en tant que province romaine.
Avec les Ptolémées, la tolérance religieuse était importante puisque les juifs avaient des droits égaux aux grecs. Avec les Romains, les persécutions connaissent une importante hausse. Les tensions religieuses atteignent leur maximum avec l’insurrection des Juifs de Cyrène sous le règne de Vespasien. Une deuxième insurrection a lieu sous le règne de Trajan, bien plus tard. Une révolte qui est réprimée, mais qui compte de nombreux massacres. La révolte est réprimée par Quintus Marcius Turbo : Dion Cassius parle de plus de 200 000 morts. La Libye est tellement dépeuplée qu'on installe de nouveaux colons selon Eusèbe de Césarée. Quant à la population d'origine juive, elle disparaît presque totalement. On ne relève en effet à Cyrène que quelques inscriptions juives très isolées jusqu'à la fin de l'Antiquité après cette révolte.
La principale exportation de Cyrène à travers son histoire, l'herbe médicinale silphium (ou silphion), que les Grecs considéraient comme panacée, est représentée sur les monnaies de Cyrène jusqu'à sa disparition complète et tardive. Bien que souffrant de la concurrence de Carthage puis d'Alexandrie, Cyrène demeure un centre urbain important avec son port d'Apollonia (Marsa Susa) jusqu'au tsunami du 21 juillet 365 au sud de la Crète qui l'a sans doute fortement endommagée. Ammien Marcellin la décrit au IVe siècle comme une ville déserte. L'évêque Synésios de Cyrène la décrit au siècle suivant comme une vaste ruine à la merci des nomades.
Cyrène est mentionnée dans le deuxième Livre des Maccabées, que son auteur dit avoir abrégé à partir d'un livre en cinq volumes, dû à un Juif hellénistique nommé Jason de Cyrène. Cyrène est aussi mentionnée dans les Évangiles. Simon de Cyrène porte la croix pendant la Passion. Voir aussi les Actes des Apôtres.

### Liste des rois et reines de Cyrène
La cité a connu deux dynasties royales : la première est celle du fondateur Battos et de ses héritiers, les Battiades, de la fin du VIIe siècle au milieu du Ve s. La seconde est celle des Lagides (ou Ptolémées), souverains d’Alexandrie, du règne de Ptolémée Ier Sôter au règne de Cléopâtre VII Philopator, de l’extrême fin du IVe s. à 30 av. J.-C. Du fait des divisions internes de cette dernière famille, Cyrène a souvent constitué une seconde capitale lagide, indépendante d’Alexandrie.
La dynastie des Battiades :
| Dynastie des Battiades |                           |                    | |
| Battos Ier             | ὁ Οἰκιστής (le Fondateur) | 631-599            | - Fondation de Cyrène : 631. |
| Arcésilas Ier          |                           | 599-583            | |
| Battos II              | ὁ Εὐδαίμων (l'Heureux)    | 583-après 570      | - Bataille d'Irasa vers 570 : le pharaon Apriès . |
| Arcésilas II           | ὁ Χαλεπός (le Dur)        | après 570-?        | - Bataille de Leukôn : Arcésilas II subit une défaite cuisante contre les Libyens, perdant 7000 hoplites.                                                                                 |
| Battos III             | ὁ Χωλός (le Boiteux)      | ?-?                | - Réforme de Démonax (en) : les pouvoirs du roi cyrénéen sont désormais limités à la sphère religieuse.                                                                                   |
| Arcésilas III          |                           | avant 525-522      | - Exil à Samos vers 533/532. - Ralliement à Cambyse vers 525. |
| Battos IV              | Καλός (le Beau)           | vers 515-avant 462 | - Expédition du satrape d'Égypte Aryandès (en) contre la cité de Barqa vers 515. - Deuxième expédition contre la cité de Barqa vers 483. - Cyrène se détache des Perses entre 479 et 474. |
| Arcésilas IV           |                           | avant 462-vers 440 | - Victoire pythique en 462. - Victoire olympique en 460. - Passage des Athéniens à Cyrène en 454.                                                                                         |

## Le cyrénaïsme
Le cyrénaïsme est une école de philosophie grecque. C’est Aristippe de Cyrène qui en est le fondateur, un des disciples de Socrate. Cette école se situe à Cyrène, en Libye, et on appelle ces élèves les Cyrénaïques ou Cyrénéens. Cette école a donc une doctrine philosophique selon laquelle la sagesse est la recherche du plaisir sensuel afin d’éviter la douleur.

## Le site archéologique

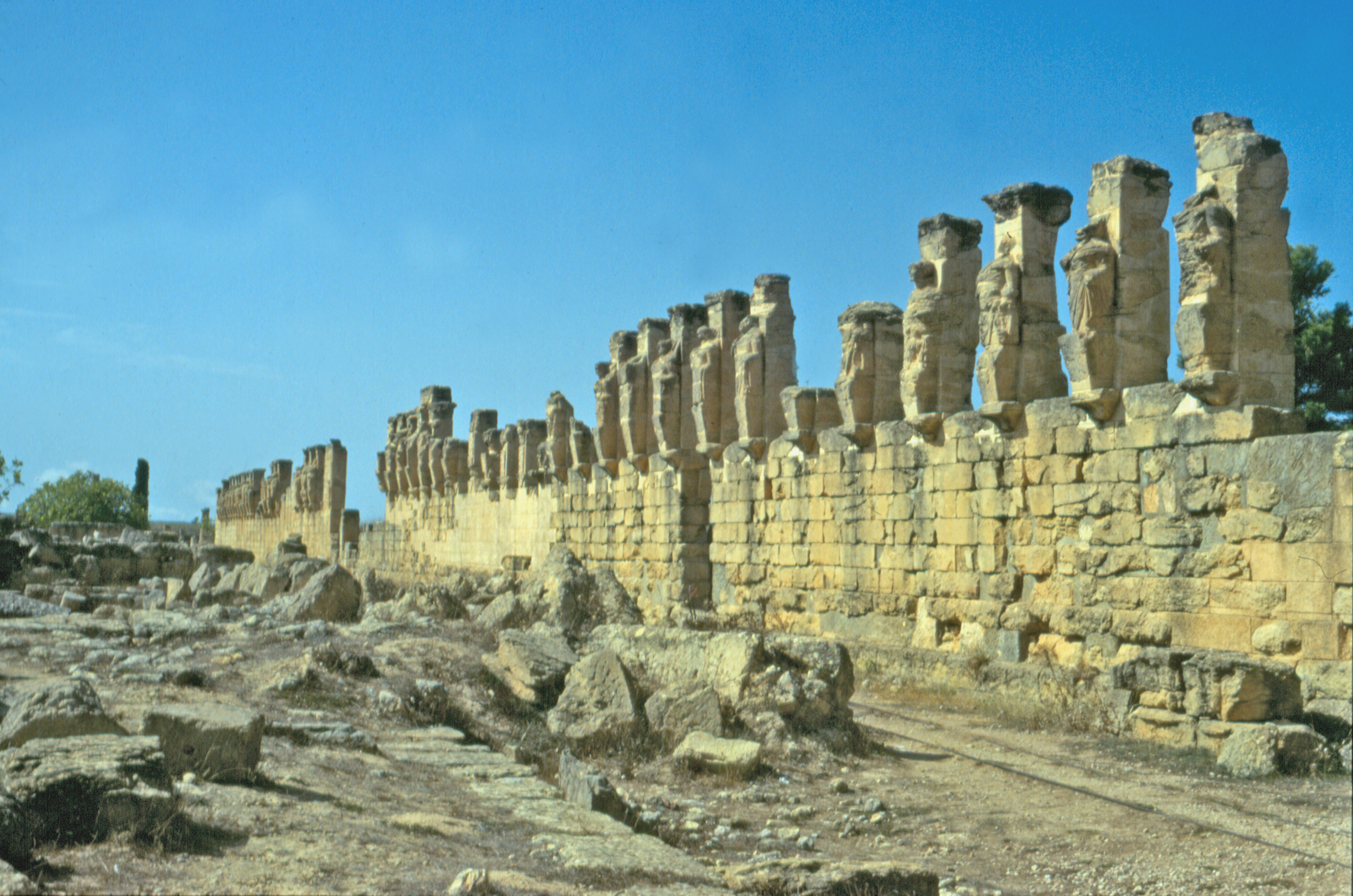
Portique grec.

### Histoire de la découverte du site
Avec la conquête arabo-musulmane de la Libye dans les années 640, la région devint, pour douze siècles, inaccessible à tout visiteur occidental. Claude Le Maire (mort le 24 février 1722), consul de France à Tripoli de Libye de 1701 à 1708, fut le premier voyageur européen à reconnaître les ruines de Cyrène. Il rapporta notamment la copie d'une inscription. Le récit de son aventure fut publié par Paul Lucas en 1712, un voyageur et écrivain français. Le professeur de botanique et d'histoire naturelle génois Paolo Della Cella parcourut la Cyrénaïque en 1817 et publia deux années plus tard un ouvrage dans lequel il rassembla l'ensemble de ses observations. Celles-ci furent très utiles à Jens Peter Thrige pour rédiger en 1828 la toute première histoire savante de la cité de Cyrène, de sa fondation jusqu'à la période de domination romaine. En 1821 et 1822, deux frères, Frederick et Henry Beechey, le premier, officier de la marine britannique, le second, peintre, réalisèrent un relevé de toutes les ruines qu'il était possible d'apercevoir à l'époque. Durant l'hiver 1824 et 1825, Jean-Raymond Pacho, en partant d'Égypte, longea la côte de l'actuelle Libye et explora toute la région du Djebel Akhdar, la Montagne verte. L'ensemble de ses relevés, descriptions et dessins de nombreux monuments et inscriptions furent publiés dans un ouvrage posthume. Il fut le premier à identifier les principaux sites antiques qu'il visita. En 1848, une mission scientifique française fut conduite par Joseph Vattier de Bourville rapportant de nombreux objets, acquis pour la plupart par le Musée du Louvre, d'autres étant au Cabinet des Médailles et au Musée de Lausanne.

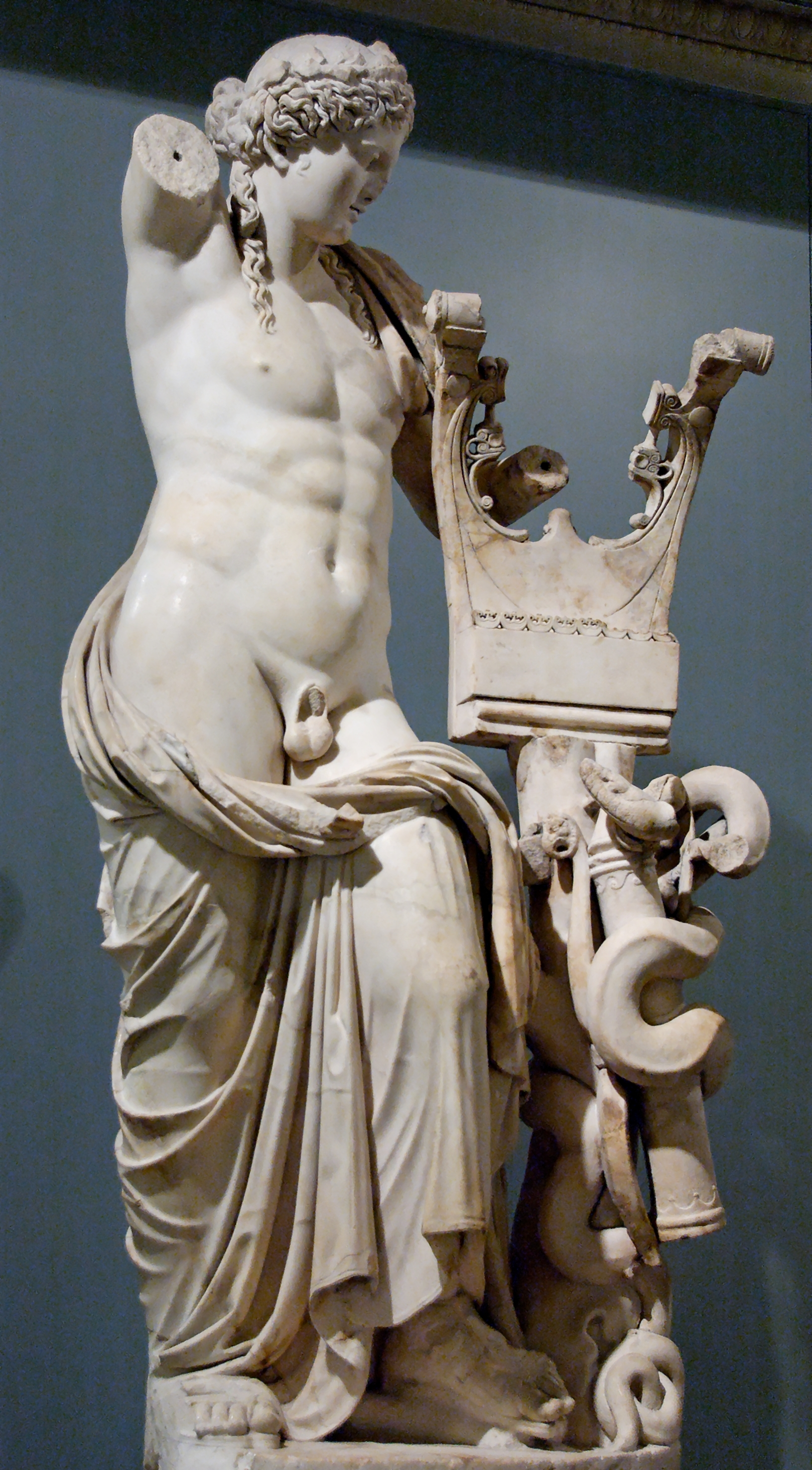
La statue d'Apollon de Cyrène au British Museum.

Une statue d'Apollon de 2,29 mètres de haut a été découverte au milieu du XIXe siècle au sein du Temple d'Apollon. Elle a été excavée par les explorateurs et archéologues britanniques, le capitaine Robert Murdoch Smith et le commandant Edwin A. Porcher. La statue a été retrouvée brisée en 121 morceaux, près du grand socle où elle se trouvait. Les fragments ont ensuite été rassemblés au sein du British Museum, afin de créer une statue relativement intacte, avec seulement le bras droit et la main gauche manquants.
En 1910, une mission américaine dirigée par Norton reprend les fouilles sur le site. La campagne s’étend essentiellement sur la nécropole nord. Elle est interrompue pour différentes raisons, en particulier la mort tragique de l’épigraphiste de la mission, De Cou, tué d’un coup de fusil, et la montée des tensions avec l’Italie.
En 1912, la conquête italienne est suivie d’une occupation armée du site et le début de quelques fouilles effectuées par les militaires, comme le dégagement de la tombe N 171, ou « tombe des Mnasarques ».
Après la première guerre mondiale commencent véritablement les grandes fouilles menées par les Italiens, qui dégagent le centre-ville et surtout le sanctuaire d’Apollon. Ils créent un musée sur le site pour éviter d’éparpiller le matériel.
La seconde guerre mondiale est marquée par la fin des fouilles, brutalement interrompues avant que tout ne soit publié, et les dégâts provoqués par les occupations ou passages successifs des allemands et des britanniques ; ces derniers sont responsables du saccage du musée.
Les Britanniques reçoivent la gestion du pays au sortir de la guerre et s’emploient à constituer une administration nationale, le Département des Antiquités, sous la direction de Richard Goodchild et avec des cadres libyens, qui prennent le relais au cours des années 60.
Quelques campagnes ponctuelles sont organisées dans les années 1940, comme les fouilles de Richard Burton Brown dans la nécropole, très brièvement publiées. Les années 50 voient le retour des missions italiennes, qui s’emploient à poursuivre les fouilles et tenter de publier les documents dégagés par la génération coloniale, souvent inédits et dont la documentation était dispersée à l'image des inscriptions et des sculptures. Des catalogues commencent à voir le jour pour le matériel, en particulier pour les sculptures. Des campagnes sont organisées, en particulier dans la zone de l’agora. Des trouvailles ponctuelles sont effectuées, à l’image d’une importante fosse ayant livré des sculptures archaïques au sud de la cité.
À partir de 1956, l’égyptologue britannique Alan Rowe, empêché de travailler en Égypte, tente une exploration de la nécropole, essentiellement dans la zone N 81-83 et sur des monuments épars. Ces fouilles font l’objet de deux publications succinctes.
Dans les années 1970 commence une urbanisation sans précédent de la partie sud de la nécropole, qui est rasée entre 1971 et 1991 pour la construction de New Shahat. Les missions italiennes, rejointes par une mission américaine, poursuivent les fouilles dans la seconde moitié du XXe siècle, essentiellement dans la cité où les sanctuaires. Les aléas de la politique internationale, et les changements successifs de politique de Mouammar Kadhafi, ont parfois empêché la poursuite des fouilles. Mais le département des Antiquités a continuellement poursuivi les travaux d’entretien et effectué des fouilles d’urgence quand la situation le permettait.
À partir de 1999, une mission de l’université de Chieti s’attelle à une étude complète de la nécropole, menacée par l’urbanisation et le pillage. Cette urbanisation et le pillage ont connu un regain sans précédent depuis 2011, et les missions étrangères de fouille sont provisoirement interrompues en 2019.

### La cité
Entourée de remparts élargis progressivement, la cité se trouve en surplomb du sanctuaire d'Apollon et domine l'ensemble du plateau. Le centre urbain (astu) est constitué autour d'une importante agora fouillée par les archéologues italiens dans la seconde moitié du XXe siècle, à l'extrémité dune voie pavée qui traverse la cité. Sur l'agora se trouve en particulier la tombe de Battos, fondateur de la cité, ainsi que plusieurs stoa et divers monuments dont la célèbre Victoire Navale de Cyrène, qui fait écho à la Victoire de Samothrace. Plusieurs théâtres et quartiers d'habitation ont été découverts. À l'époque impériale, la monumentalisation de la ville se renforce, avec la construction du Césareum ou forum romain.

### Les sanctuaires
Le centre-ville est environné de plusieurs sanctuaires extra-urbains dédiés à Déméter et Corè, Artémis, Zeus mais surtout Apollon. Le sanctuaire d'Apollon est la zone la plus dense du site archéologique ; il a été fouillé essentiellement par les britanniques Smith et Porcher, vers 1861, dont les trouvailles sont aujourd'hui au British Museum, puis par les Italiens durant la période coloniale (1912-1940). Une partie du résultat de ces fouilles est encore inédite.

### Les nécropoles
La vaste étendue qui entoure le centre urbain antique est marquée par la présence de milliers de tombes composant l'une des plus vastes nécropoles du monde méditerranéen antique ; elle s'étend vers le nord jusqu'à rejoindre le port, Apollonia, qui possède sa propre nécropole.
L'usage parle de la nécropole de Cyrène au singulier, mais le site est loin d'être homogène : les tombes sont regroupées en plusieurs quartiers tout autour de la cité.
Cette immense nécropole fut étudiée et explorée à plusieurs reprises par les Français (Pacho, Vattier de Bourville), les Américains (Norton, Burton-Brown), les Britanniques (Smith et Porcher, Rowe) et les Italiens, mais jamais intégralement. Une première synthèse majeure a été publiée en 2005 par James Copland Thorn, The Necropolis of Cyrene, 200 years of exploration.
Menacée par l'expansion urbaine de Shahat depuis 1970, et malgré son classement par l'Unesco, la nécropole offre une très grande diversité typologique et stylistique en matière d'architecture funéraire : tombeaux excavés, maçonnés, tholos, sarcophages en plein air, hypogées, hypogées à fausse façade, chapelles et temples funéraires, cistes...
De plus, une partie des tombes était accompagnée à l'époque grecque, de la fin du VIe au Ier siècle av. J.-C., de sculptures originales funéraires représentant la partie supérieure de corps féminins, dont certaines ont la particularité d'être « aprosopes », le visage n'étant volontairement pas sculpté : les "divinités funéraires de Cyrénaïque". La majorité est simplement voilée, bien que parfois ce voile recouvre une partie du visage, et, dans un seul cas connu, la totalité de celui-ci. Diversement présentées, certaines sont accompagnées de bases inscrites portant probablement le nom du défunt qu'elles accompagnaient. L'interprétation de telles œuvres est encore sujette à caution, on ignore s'il s'agit d'une représentation d'une divinité formelle ou informelle, du défunt ou de son âme. À l'époque romaine, la pratique du portrait individuel l'emporte, souvent installés dans des niches ou sur la façade des tombes ; de formats réduits (de 15 à 40 cm généralement), ils forment une catégorie régionale de sculpture grecque d'époque impériale : les portraits funéraires de Cyrénaïque.
Ces sculptures, de même que les éléments mobiliers (vases, verres, bijoux...) de l'intérieur des tombes, sont la proie d'un important pillage depuis les débuts de la construction, dans les années 1970, de la ville moderne de Shahat. Ce pillage, qui a augmenté depuis la révolution libyenne de 2011, participe de la destruction et de la dispersion du patrimoine archéologique. De nombreuses œuvres provenant de ce trafic ont été retrouvées sur le marché des antiquités.

## Galerie

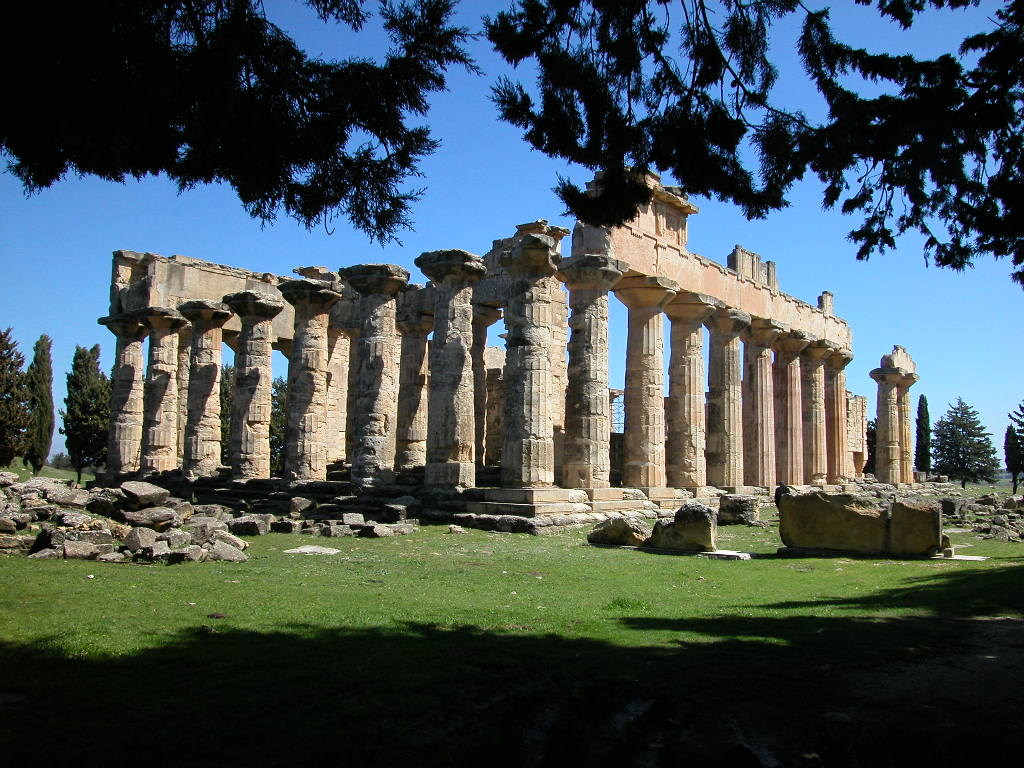
Le temple de Zeus détruit en 365 par un tremblement de terre.
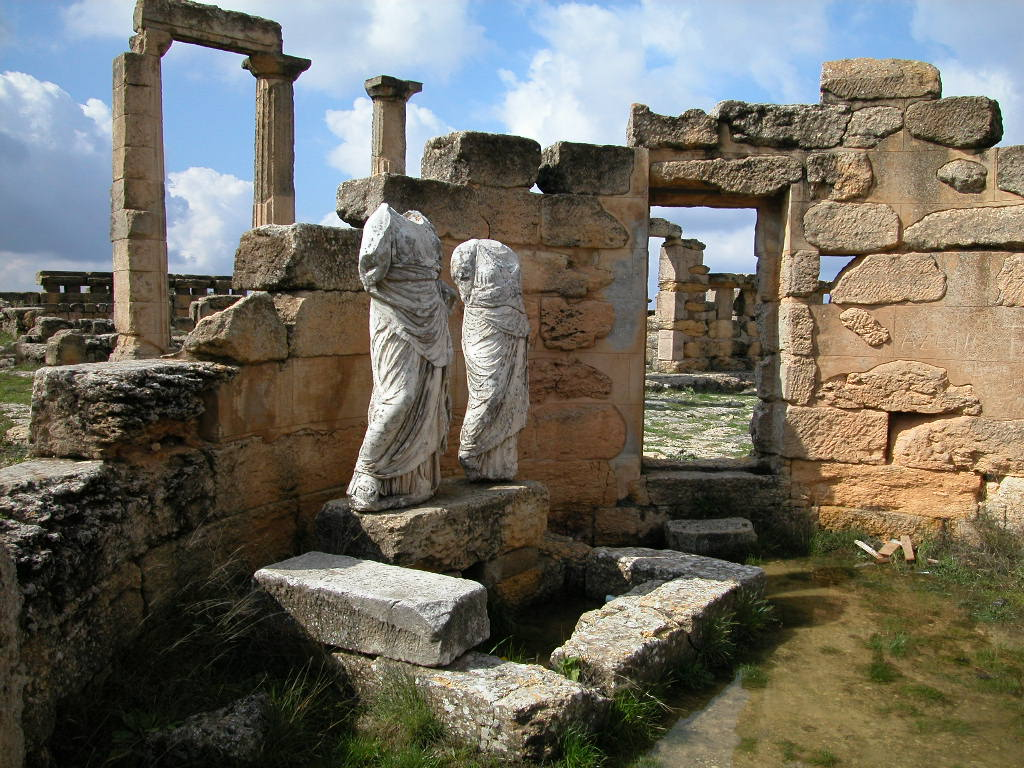
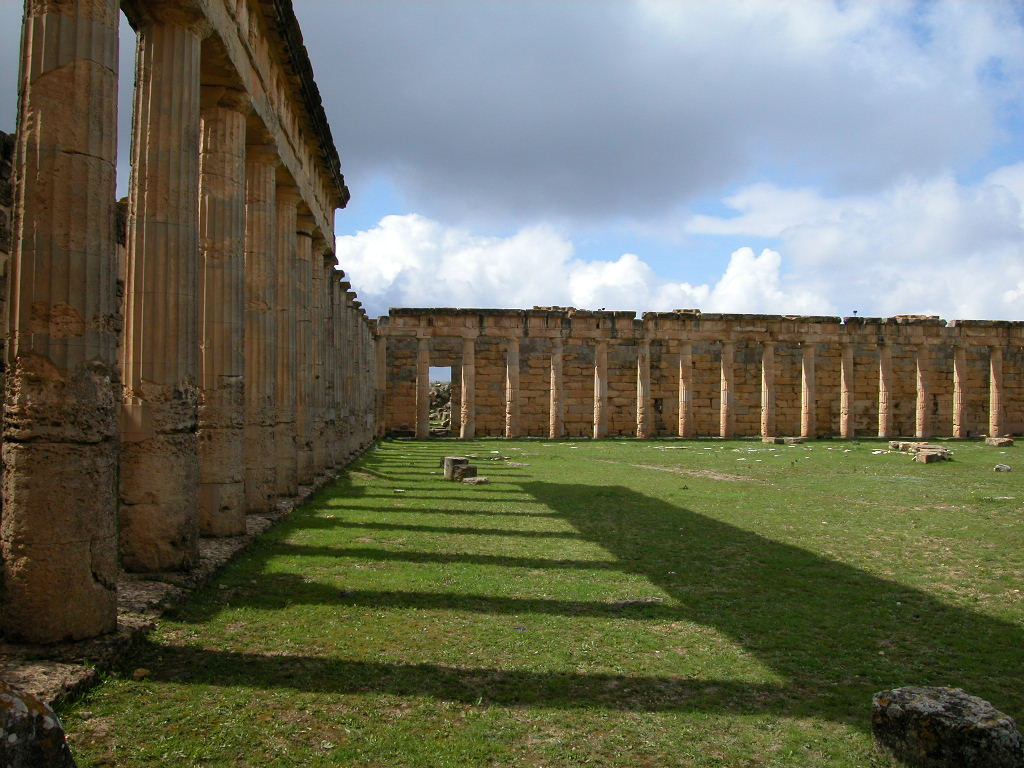
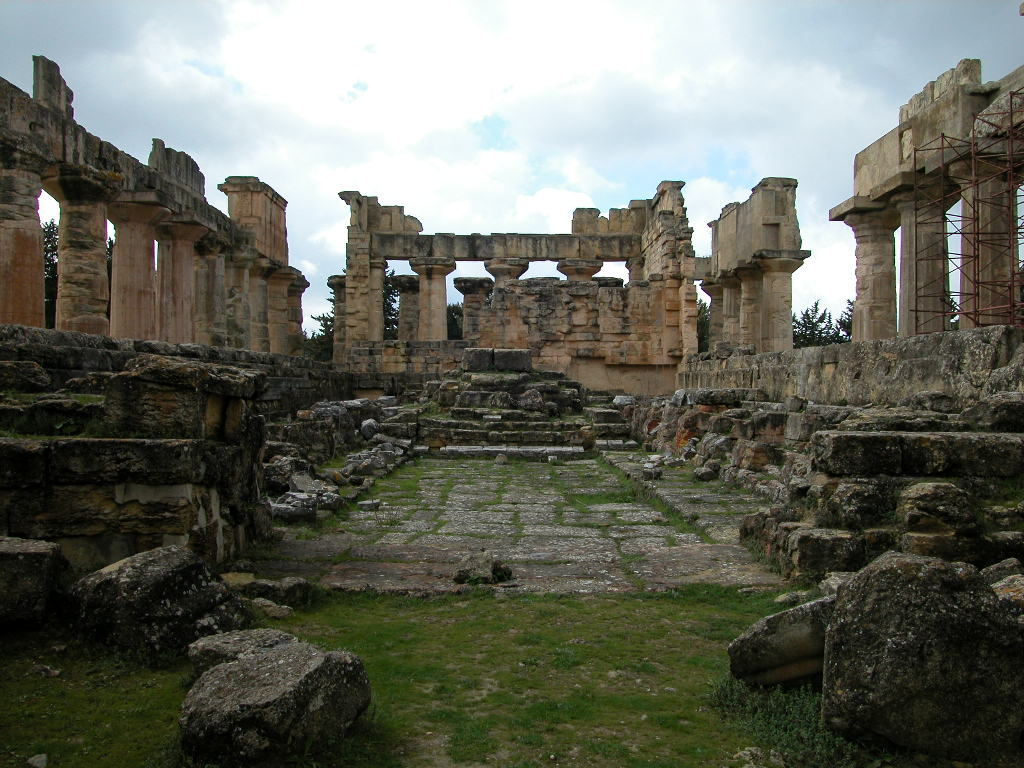
Le temple de Zeus.
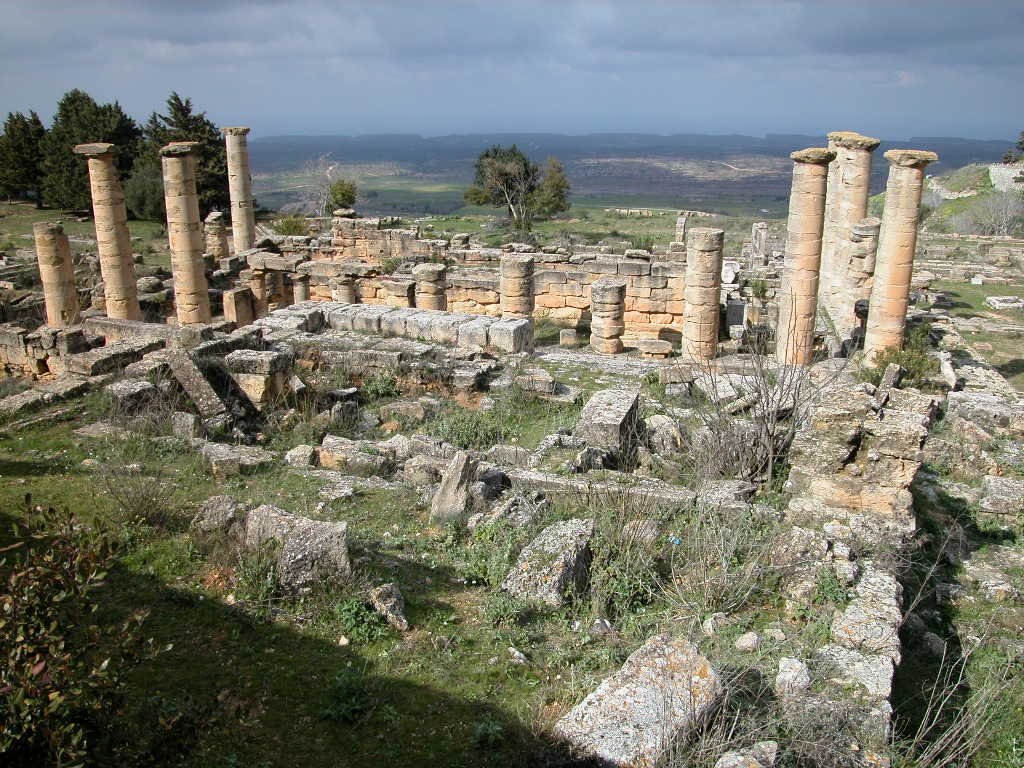
Le temple d'Apollon.
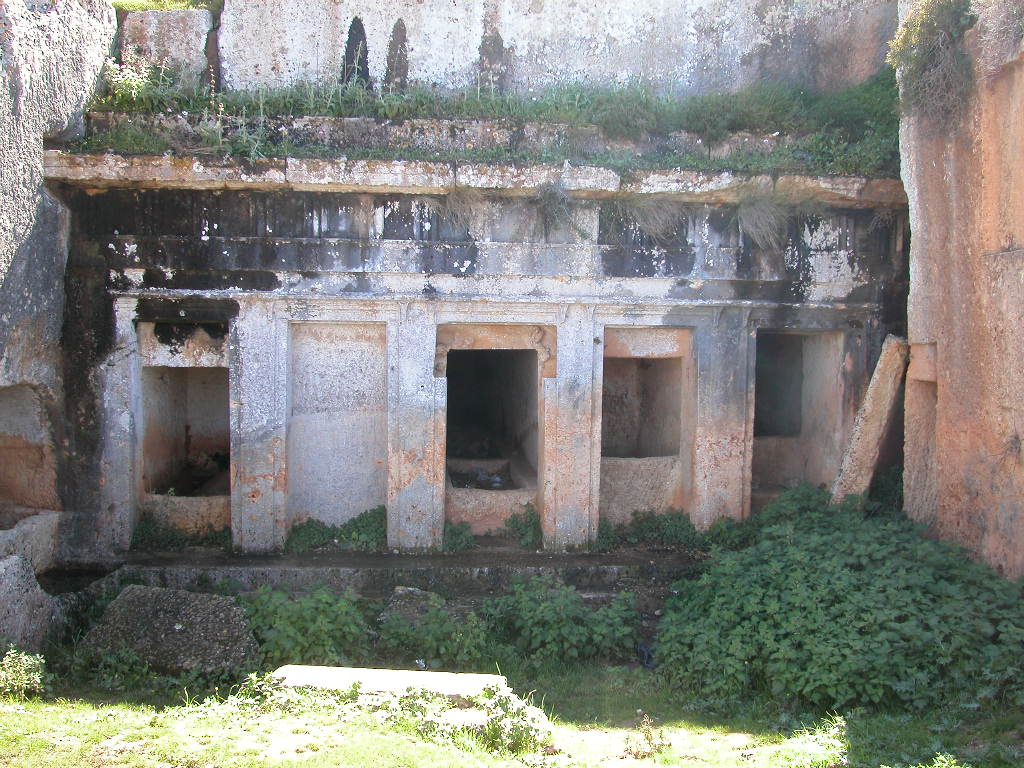
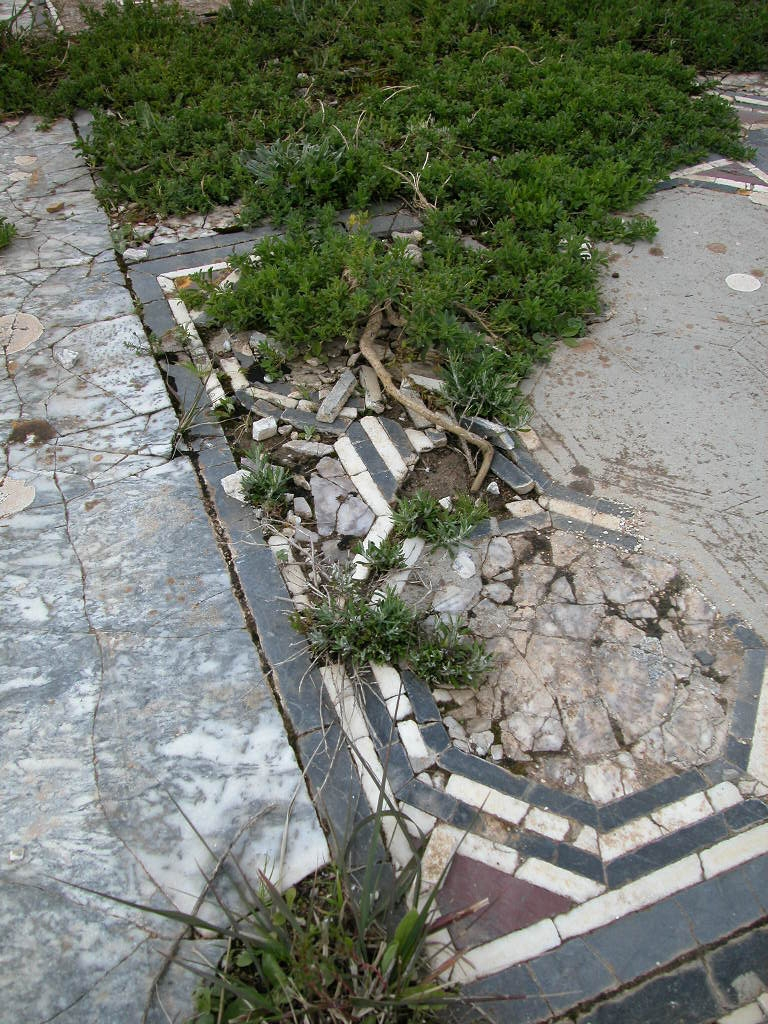
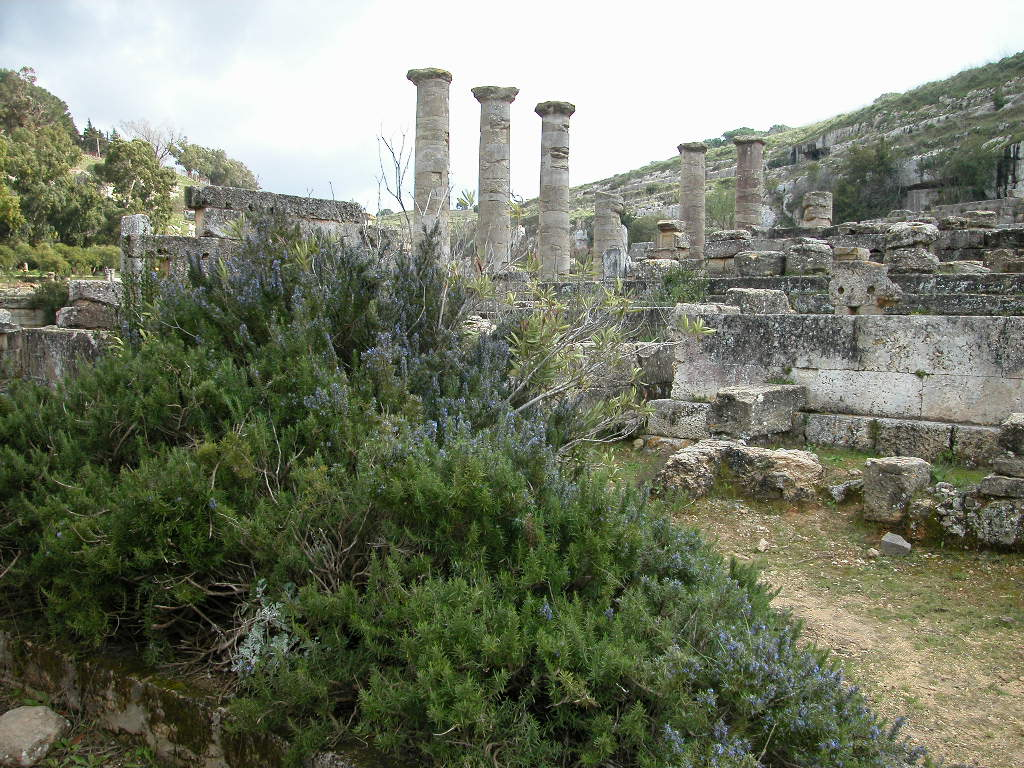
Le temple d'Apollon.
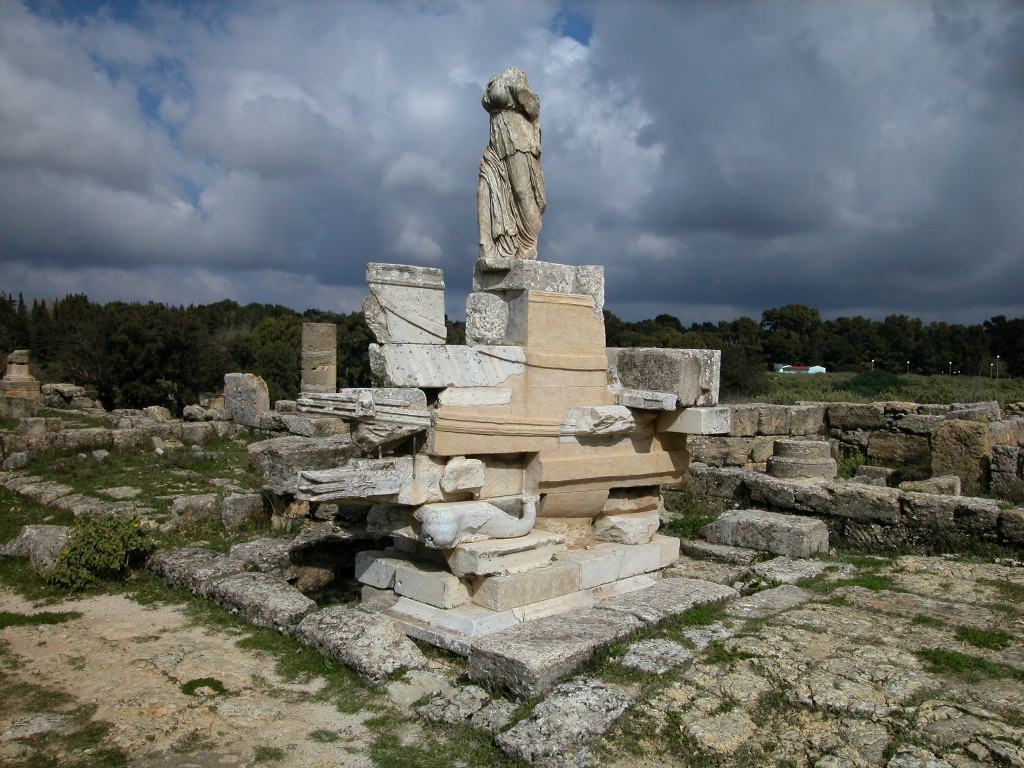
Statue de la Victoire sur un monument naval sur l'agora.

## Personnalités associées à Cyrène
- Apollodore de Cyrène, grammairien.
- Arété de Cyrène, fille d'Aristippe et philosophe de l'école cyrénaïque.
- Aristippe de Cyrène, mort en 356 av. J.-C., philosophe, disciple de Socrate, fondateur de l'école cyrénaïque.
- Callimaque de Cyrène, poète du IIIe siècle av. J.-C.
- Ératosthène (de Cyrène), mathématicien, philosophe et inventeur de la géographie au IIIe siècle av. J.-C.
- Jason de Cyrène, écrivain juif du IIe siècle av. J.-C.
- Simon de Cyrène, probablement issu de la communauté juive de Cyrène, personnage de la Passion du Christ.
- Synésios de Cyrène (vers 370-vers 413), évêque et philosophe néoplatonicien.
- Théodore de Cyrène, mathématicien du Ve siècle av. J.-C.

#### Éditions anciennes
- (en) Frederick Beechey et Henry Beechey, Proceedings of the Expedition to explore the Northern Coast of Africa from Tripoli eastward in 1821 and 1822 : Comprehending an Account of the Greater Syrtis and Cyrenaica ; and of the ancient cities composing the Pentapolis, Londres, 1828 (lire en ligne).
- (it) Paolo Della Cella, Viaggio da Tripoli di Barberia alle frontiere occidentali dell'Egitto fatto del 1817, Naples, 1830 (1re éd. 1817) (lire en ligne).
- Paul Lucas, Voyage du sieur Paul Lucas fait par ordre du roy dans la Grèce, l'Asie Mineure, la Macédoine et l'Afrique : contenant la description de Jérusalem, de l'Egypte, & du Fioume : avec un Mémoire pour servir à l'Histoire de Tunis, depuis l'année 1684, t. II, Paris, 1712 (lire en ligne).
- Jean-Raymond Pacho, Relation d'un voyage dans la Marmarique, la Cyrénaïque et les oasis d'Audjelah et de Maradeh : accompagnée de cartes géographiques et topographiques et des planches représentant les monuments de ces contrées, Paris, 1827 (lire en ligne).

#### Éditions de référence

##### Sources primaires
- Callimaque (trad. du grec ancien par Émile Cahen), Les origines - Réponses aux Telchines - Élégies - Épigrammes - Iambes et pièces lyriques - Hécalé : Hymnes, Paris, Les Belles Lettres, 2002 (1re éd. 1922).
- Hérodote (trad. du grec ancien par Philippe-Ernest Legrand), Histoires, t. IV : Melpomène, Paris, Les Belles Lettres, 1985 (1re éd. 1945).
  - (it) Hérodote (trad. du grec ancien par Augusto Fraschetti), Le Storie, t. IV : La Scizia e la Libia, Rome - Milan, Fondation Lorenzo Valla - Éditions Arnoldo Mondadori, 1993.
- Pindare (trad. du grec ancien par Aimé Puech), Œuvres, t. II : Pythiques, Paris, Les Belles Lettres, 1961 (1re éd. 1922).
  - (it) Pindare (trad. du grec ancien par Franco Ferrari), Pitiche, Milan, Biblioteca Universale Rizzoli, 2008.
- Théophraste (trad. du grec ancien par Suzanne Amigues, préf. Paul Bernard), Recherches sur les plantes : à l’origine de la botanique, Paris, Belin, 2010, 432 p. (ISBN 978-2-7011-4996-7).

##### Ouvrages spécialisés
- Claude Calame, Mythe et histoire dans l'Antiquité grecque : la création symbolique d'une colonie, Lausanne, Payot, 1996, 185 p.
- Poli Fabrice, Vottéro Guy, De Cyrène à Catherine : trois mille ans de libyennes, Nancy, ADRA, 2005, 464p.
- François Chamoux, Cyrène sous la monarchie des Battiades, Paris, Éditions de Boccard, 1953, 420 p. (lire en ligne)
- Catherine Dobias-Lalou, Le dialecte des inscriptions grecques de Cyrène, Paris, Centre d'études archéologiques de la Méditerranée, 2000, 340 p.
- Françoise Frontisi-Ducroux, « Les figures funéraires de Cyrène : stratégies de figuration de l’invisible », dans Image et religion, Naples, Publications du Centre Jean Bérard, 2008 (lire en ligne), p. 53-67
- (de) Richard George Goodchild, Kyrene und Apollonia, Zurich, Raggi, 1971, 200 p.
- André Laronde (préf. François Chamoux), Cyrène et la Libye hellénistique, Libykai Historiai : de l’époque républicaine au principat d’Auguste, Éditions du Centre National de la Recherche Scientifique, 1987, 540 p. (lire en ligne)
  - André Laronde et Jean-Jacques Maffre, Cités, ports et campagnes de la Cyrénaïque gréco-romaine, Actes de la journée d'études sur la Cyrénaïque, Paris, 21 novembre 1992, Paris, Centre d’Études archéologiques de la Méditerranée, 1999, 195 p.
- Lucien Naville, Les monnaies d'or de Cyrénaïque de 450 à 250 avant J.-C. : Contribution à l'étude des monnaies grecques antiques, Genève, Atar, 1951, 123 p.
- Robert Polidori, Antonino Di Vita, Ginette di Vita et Lidiano Bacchielli (trad. de l'italien), La Libye antique : cités perdues de l'Empire romain, Paris, Éditions Mengès, 1998, 249 p. (ISBN 2-85620-400-7).
- (en) Edward Stanley Robinson, British Museum (Department of coins and medals), Catalogue of the Greek coins of Cyrenaica, Londres, The Trustees, 1927, 157 p.
- (it) Pietro Romanelli, La Cirenaica Romana, Rome, L'erma di Bretschneider (réimpr. 1971) (1re éd. 1943), 296 p.
- Maurice Sartre, Histoires grecques, Paris, Éditions Points, 2009, 464 p. (ISBN 978-2-7578-1477-2).
- (it) Jens Peter Thrige (trad. du latin par Silvio Ferri), Storia di Cirene, Verbania, Ambrogio Airoldi, 1940, 317 p.
- (it) Luisa Vitali, Fonti per la storia della Religione cyrenaica, vol. 1, Padoue, Université de Padoue, 1932, 165 p.

##### Articles
- (en) John Boardman, « Evidence for the Dating of Greek Settlements in Cyrenaica », Annual of the British School at Athens, vol. 61,‎ 1967, p. 149-156 (lire en ligne).
- Claude Calame, « Mythe, récit épique et histoire : le récit hérodotien de la fondation de Cyrène », dans Claude Calame, Métamorphose du mythe en Grèce antique, Genève, Labor & Fides, 1988, 105-125 p.
  - (en) Claude Calame, « Narrating the Foundation of a City: The Symbolic Birth of Cyrene », dans Edmunds Lowell, Approaches to Greek Myth, Baltimore & Londres, 1990, 277 - 341 p. (lire en ligne)
- François Chamoux, « Le théâtre grec en Libye », Cahiers de la Villa Kérylos, vol. 8 « Le théâtre grec antique : la tragédie. Actes du 8e colloque de la Villa Kérylos à Beaulieu-sur-Mer les 3 & 4 octobre 1997 », no 1,‎ 1998, p. 129-142 (lire en ligne).
- André Laronde, « Cyrène à travers la littérature grecque », Mémoires de l'Académie Nationale de Metz, Académie Nationale de Metz, vol. 22,‎ 2009, p. 25-31 (lire en ligne).
- Jean Machu, « Cyrène : la cité et le souverain à l'époque hellénistique », Revue historique, vol. 205,‎ 1951, p. 41-55 (lire en ligne).
- Jean-Jacques Maffre, « Cyrène et la Cyrénaïque grecques, aux époques archaïque et classique », Clio,‎ 2002 (lire en ligne [en ligne]).
- (it) Claudio Parisi-Presicce, « Le raffigurazioni della ninfa Kyrana e l'identità etnica della communità cirenea », Studi Miscellanei, Rome, vol. 29 « Scritti di Antichità in memoria di Sandro Stucchi »,‎ 1996, p. 247-258.
- Pascal Payen, « Colonisation et récits de fondation chez Hérodote », Dialogues d'histoire ancienne. Supplément, vol. 4 « Jeux et enjeux de la mise en forme de l'histoire : recherche sur le genre historique en Grèce et à Rome », no 2,‎ 2010, p. 591-618 (lire en ligne).